# Installáció

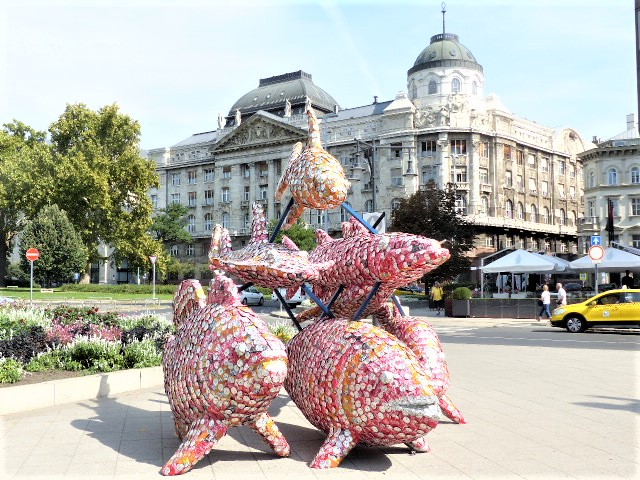
Installáció a Lánchíd pesti hídfőjénél

Az installáció a képzőművészet egy műfaja.

## Az installáció jellemzői
Egy nagyon széles művészeti gyakorlatot érint. A performansztól az építészetig nagyon sokféle hatás figyelhető meg. Ez a fajta hibrid diszciplína a ‘90-es évek második feléig dominál.
Lényege a hely által felkeltett szellemi kontextusnak aktivizálása; kilépés a művészet megszokott helyszíneiből. A valóságos tér és idő használata jellemzi, kijátssza a valóságos tér és idő összefüggéseket. Az installáció az érzékekhez tér vissza. Nagyon helyhez kötött.
Ebben az időben cseng le a hatalmas ego kifejeződése (újfestészet, Christo-féle land art, a nagy monumentális installációk)
Az elmúlt 10 évben bontakozott ki újra az installálás, melyben az egy tárgyra való korábbi koncentrálás helyett, sokkal inkább a különböző tárgyak kontextusai, kölcsönhatásai a legfontosabbak. Az installáció így aktivizálja a hely kontextusát.
Gronzi Goldbernek A tér mint gyakorlat c. írása (1975) irányította erre a figyelmet: aktív párbeszéd figyelhető meg az emberekkel és tárgyakkal, amit tartalmaz ez a tér. Magába foglalja mindazokat az eljárásokat az installáció, ami aktiválja egy sajátos specifikus helynek a rejtett, visszafogott jelentéseit.
Az elektromos médiumoknak képzeletbeli dimenziói, az építészeti tér, a társadalmi tér bevonása is különböző szemléletmódot képvisel. Video installáció az egyik nagy ága ennek a művészeti műfajnak.

## Előzmények
A futurizmustól, El Liszickij konstruktívabb térkutatásaitól, Marcel Duchamp szürrealista kiállításain át a process artig, land artig, arte povera-ig sok minden hatással volt az installációra.

## A „Sight” fogalma
A '60-as évek elején bontakozott ki a hely fogalmával való elméleti foglalkozás, a sight kategóriája. Ebből a szempontból legfontosabb Robert Smithson volt. Ő fejtette ki azt az elképzelését, hogy a műalkotásnak nem egy teret kellene birtokolnia, hanem sokkal inkább létre kellene hoznia egy teret, amelyet a néző sokkal jobban birtokolhat, sokkal jobban lakhat benne, – mint ha csak kívülről nézegetné. Aktív részvétel, életszerű szituáció. A hagyományos passzív galériaszisztémának az ellentétéről van szó.
Rengeteg tanulmány született ekkoriban a white-cube-ról (steril, üres kiállítóterekről), amelyek egy nagyon erősen racionális, konstruktivista, geometrikus absztrakcióhoz illő reduktív teret jeleznek, abszolút elzárkózva az élettől.
Tehát a műalkotást egyre inkább úgy akarták felfogni, mint ami megteremti a saját terét. Ezt már Valter de Maria is felvetette az Új-Mexikói fennsíkon, ahol egy szinten lévő, villámokat befogadó póznák rácsát hozta létre (1mérföld × 1mérföldes területen). Úgy is képzelte ezt el, mintha a póznák egy üveglapot tartanának. A természet és mű közötti egyensúlyt próbálja megteremteni.
Smithson is azt mondja, hogy ami a nézők számára a galériatérben megjelenik, az már egy kifinomított anyag, szemben a hétköznapi életben, természetben megjelenő sokkal gazdagabb anyag- és térfogalommal. A sight egy sokkal gazdagabb tér, melynek fogalma idővel egyre inkább tágulni fog.
Robert Smithson Hely és nem-hely c. írása ellentétpárokat állít fel a sight fogalmának körüljárásához: nyitott hatások – zártság, irányok jellemzik – elrendezett anyag, külső koordináció – belső koordináció, kivonás – összeadás, szétszórt információ – visszafogott információ, sok – egy.

## Galéria

Rachel Whitread. Töltés a Tate Galéria tárlatán.
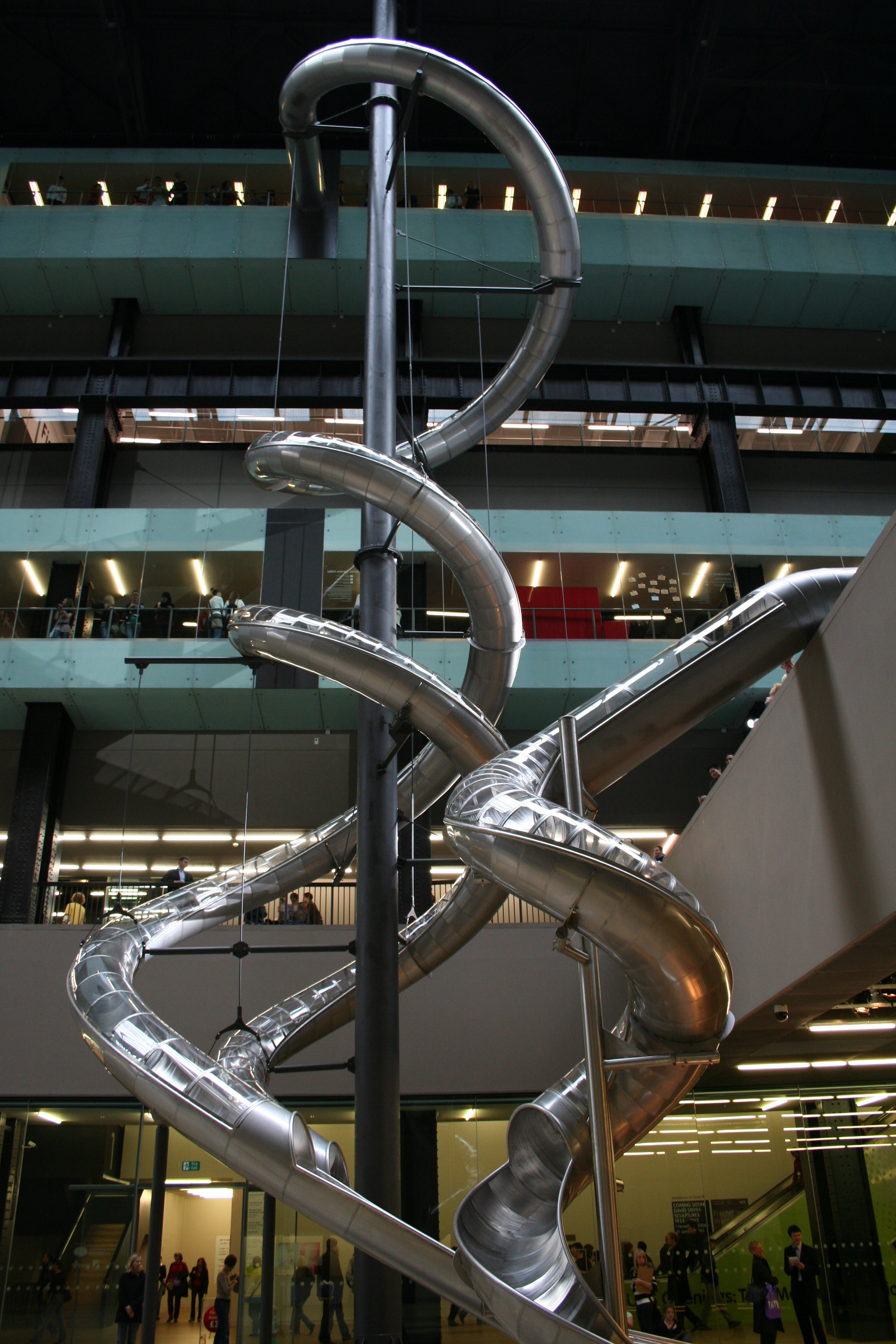
Carsten Höller. Teszt terület, 2006, Tate Galéria tárlatán. A látogatók akár 5 emeletet is lecsúszhatnak.
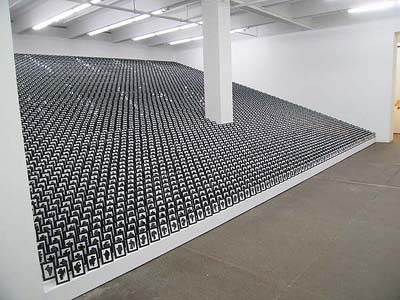
Allan McCollum.Az alakzatok project, 2005/06
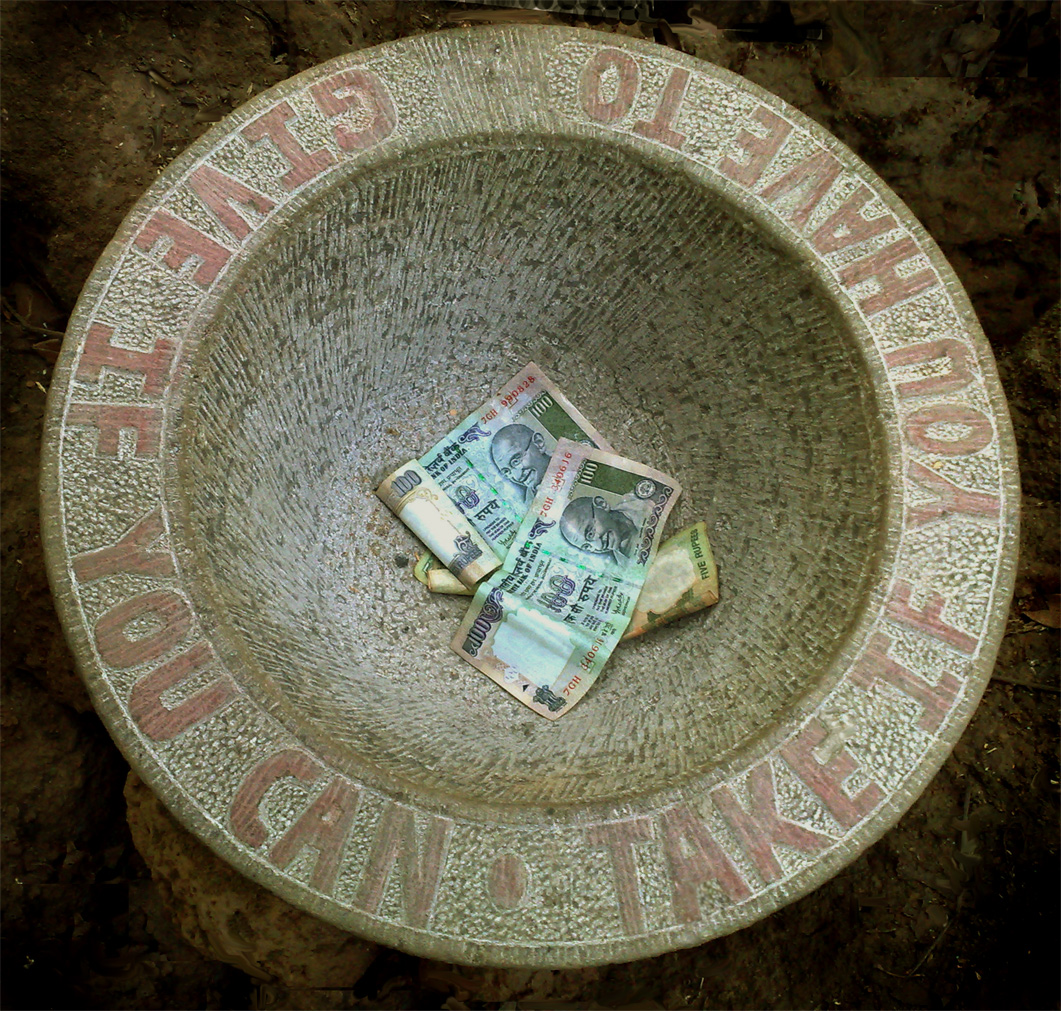
Jacek Tylicki. Adj ha tudsz - végy ha kell Arambol dzsungelében, Goa, India
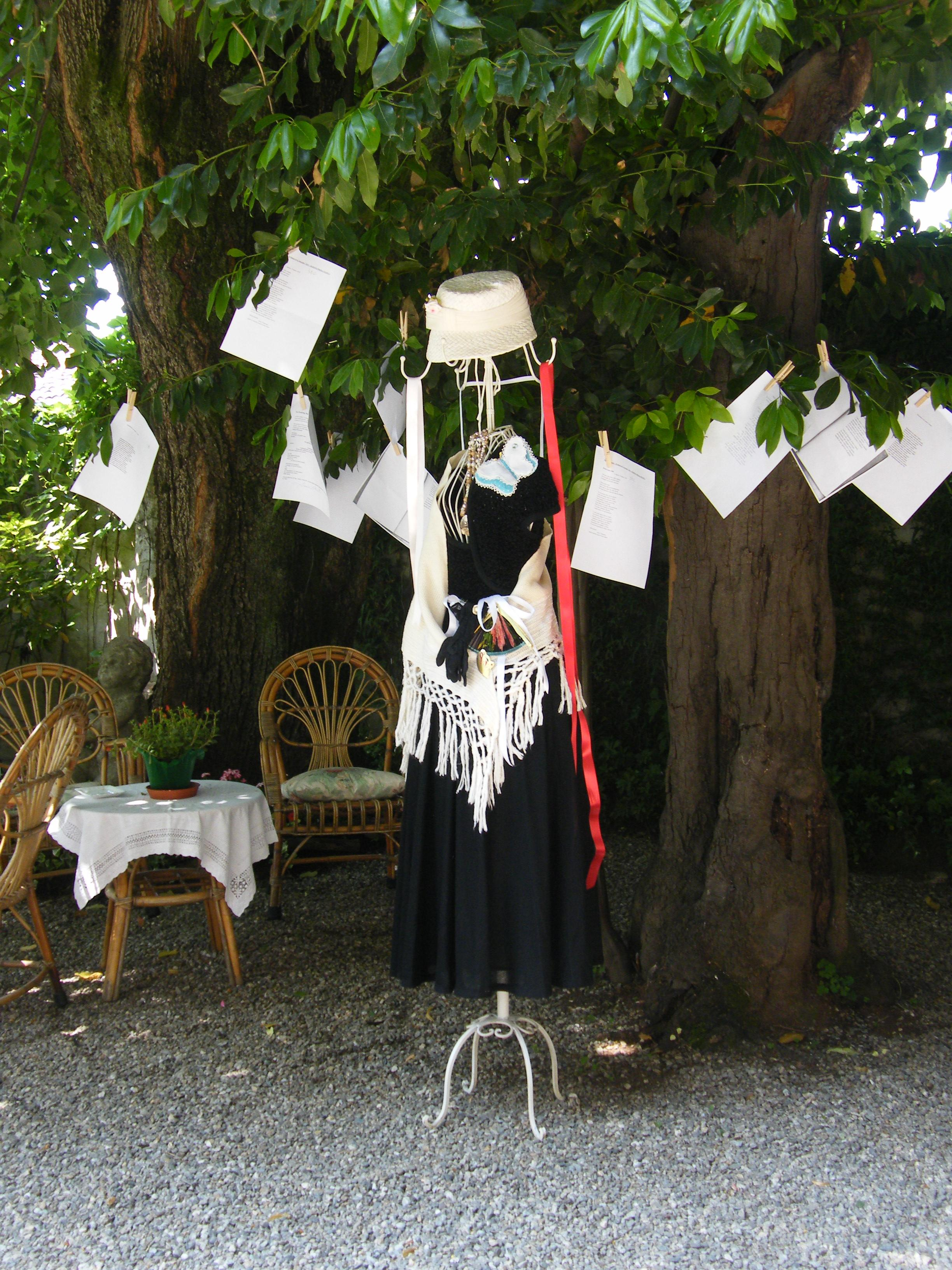
Lidia Chiarelli. IMMAGINE&POESIA tárlatán. Agliè (Torino, Olaszország), 2012

## Az installáció megjelenési formái
Dislocation installáció: A '80-as évek végétől kezdődő, főleg a '90-es években jelentkező installációs művészetben már a galériát is alkalmasnak tekintik a művészek egy „sight" létrehozására: specifikus helynek a megformálására. Nagyon sokan a dislocation-nek, a különböző helyszíneknek a felcserélésével hozzák létre műveiket.
Szakrális tér alakító installációk: A '80-as évektől nagyon sok olyan munka is megjelenik, amikor magában a galéria terében jelennek meg intim térre utaló terek. Egyik lehetőség, amikor szakrális tereket használnak fel a művészek (templomok, vagy régi, muzeális értékű tereket)
Természeti installáció: A természetnek, a természetes anyagoknak a galéria terébe való beviteléről, és a mesterséges helyszínek külső bevitele történik az installáció ezen fajtájában. Főleg a japánoknál van nagy hagyománya az ilyen fajta installációknak.
- Marina Abramović
- Vito Acconci
- Gustavo Aguerre
- Artur Barrio
- Sylvie Bélanger
- Maurice Benayoun
- Guillaume Bijl
- Christian Boltanski
- Christoph Büchel
- Stefano Cagol
- Janet Cardiff
- Marco Casagrande
- The Chapman Brothers
- Bruce Charlesworth
- Judy Chicago
- Christo és Jeanne-Claude
- Anne Cleary
- Denis Connolly
- Mark Divo
- Pascal Dombis
- John Duncan (artist)
- Leif Elggren
- Olafur Eliasson
- Shahram Entekhabi
- Ingrid Falk
- John Fekner
- James Robert Ford
- Ignazio Fresu
- Bernhard Gal
- Valery Grancher
- Ann Hamilton
- Mona Hatoum
- Carl Michael von Hausswolff
- Gottfried Helnwein
- Robert Irwin
- Mark Jenkins
- Ilya Kabakov
- Kazuo Katase
- Jonathon Keats
- Mike Kelley
- Ed Kienholz
- Meeli Kõiva
- Barbara Kruger
- Janis Kounellis
- Wolfgang Laib
- Matthieu Laurette
- Lennie Lee
- Richard Long
- Mary Lucier
- David Mach
- John K. Melvin
- Annette Messager
- Youri Messen-Jaschin
- Orlando Mohorovic
- Cornelia Parker
- Judy Pfaff
- Liz Phillips
- Arne Quinze
- Maria Reidelbach
- Rene Rietmeyer
- Ken Rinaldo
- Don Ritter
- David Rokeby
- Sandy Skoglund
- Patrice Stellest
- Nathaniel Stern
- Sarah Sze
- Massimo Taccon
- Yoko Terauchi
- James Turrell
- Camille Utterback
- Bill Viola
- Banks Violette
- Matej Andraz Vogrincic
- Zbigniew Wąsiel
- Elisabeth Wierzbicka Wela
- Krzysztof Wodiczko
- gelitin

### „Vizes” installációk
Ezek a művészek a vizet általában mint az átmenetiség és mulandóság metaforáját használják. Előzménynek tekinthetőek a Fluxus mozgalom bizonyos performanszai, Allan Kaprow jég-masztabái, Beuys munkái.
- Anya Gallacio
- Rose Finn-Kelcey
- Craig Wood
- Glen Onwin
- Caroline Wilkinson

Olaj installációk:
- Richard Wilson
- Per Barclay

### „Minimalista” „koncept” installáció
Az előbbi a tereknél az élet terei idéződtek meg a galériában. Azonban van sok olyan installáció, melyek a galéria terét egyfajta minimalisztikus, vagy konceptuslista mű illusztrációjaként fogja fel. Ezt jellemző módon a '60-as években induló nagy generáció jellegzetes alakjait használják fel.
- Richard Serra
- Richard Venlet
- Video installációk
- Nam June Paik
- Wolf Vostell
- Fabrizio Plessi
- Christian Barclay
- Bill Viola
- Massimo Taccon
- Francesco Torres
- Antoni Muntadas